# Sevilla Pastor

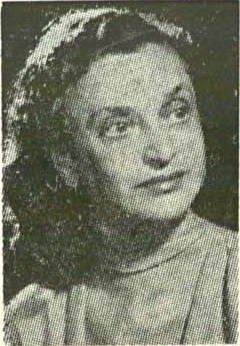
Sevilla Pastor

Sevilla Pastor (* 1905 als Sevilla Siegler; † nach 1945 in Bukarest, Rumänien) war eine österreichische Schauspielerin.

## Leben und Karriere
Sevilla Siegler wurde im Jahre 1905 als Tochter von Rosa und Maurice Siegler in eine Schauspielerfamilie geboren und stand bereits in jungen Jahren auf der Bühne. Mit ihren Eltern kam sie im Jahre 1909 nach Wien, wo ihr Vater unter anderem bis ins Jahr 1915 die Jüdische Bühne leitete. Während ihrer Zeit in Wien, kam hier im Jahre 1911 auch ihre Schwester Erna Siegler, die in den frühen 1920ern ebenfalls als Schauspielerin debütieren sollte, zur Welt.
Im Jahre 1926 heiratete Sevilla Pastor den aus Łódź stammenden Muniu Pastor, der mit eigentlichem Namen Abraham Moses Pasternak hieß und später im Łódźer Ghetto verhaftet wurde und in einem Konzentrationslager ums Leben kam.
Ihre größten Erfolge als Schauspielerin feierte Sevilla Pastor, die das jüdische Theater in Wien populär machte und vor allem in den 1930er Jahren als sehr erfolgreich galt, in sogenannten Hosenrollen. Über ihr späteres Leben ist nur wenig bekannt; so soll sie nach dem Anschluss Österreichs mit der Siegler-Pastor Schauspieltruppe, der sie so viele Jahre angehörte, in Karpatenrussland aufgetreten sein, ehe das Ensemble zerfiel. Davor war die als „umschwärmiger jüdischer Weltstar“ beschriebene Pastor unter anderem noch im Oktober 1937, nachdem sie zwei Jahre lang nicht mehr in Wien aufgetreten war, in den Jüdischen Künstlerspielen im Nestroyhof zu sehen. Danach kam sie mit ihren Eltern nach Rumänien, wo sie bis zu ihrem Tod lebte und wo sie nach 1945 in der Hauptstadt Bukarest gestorben sein soll. Davor gehörte Pastor, die auch als begabte Komikerin galt, dem Staatlichen Jüdischen Theater Bukarest an.